# Mesabolivar yuruani
Mesabolivar yuruani är en spindelart som först beskrevs av Huber 2000.  Mesabolivar yuruani ingår i släktet Mesabolivar och familjen dallerspindlar.
Artens utbredningsområde är Venezuela. Inga underarter finns listade i Catalogue of Life.